# Thomas Tarn
Thomas Tarn är en sjö i Antarktis. Den ligger i Sydorkneyöarna. Argentina och Storbritannien gör anspråk på området. Thomas Tarn ligger 1 meter över havet. Den ligger på ön Signy. Thomas Tarn ligger vid sjön Moss Lake.
I övrigt finns följande vid Thomas Tarn:
- Jane Peak (en bergstopp)
- Moss Lake (en sjö)